# Dungeons & Dragons: Honor Among Thieves
Dungeons & Dragons: Honor Among Thieves (bra: Dungeons & Dragons: Honra Entre Rebeldes) é um longa-metragem canadense-estadunidense de aventura e fantasia escrito e dirigido por Jonathan Goldstein e John Francis Daley, baseado no jogo de RPG de mesmo nome e na série de animação homônima. É estrelado por Chris Pine, Michelle Rodriguez, Regé-Jean Page, Justice Smith, Sophia Lillis e Hugh Grant. A estreia do longa ocorreu na South by Southwest em 10 de março de 2023 e está programado para estrear nos cinemas estadunidenses no dia 31 de Março de 2023 e em 13 de Abril do mesmo ano nos cinemas brasileiros pela Paramount Pictures.
O filme teve uma boa recepção da crítica e do público, mas teve um desempenho inferior nas bilheterias, gerando prejuízo para o estúdio.

## Elenco
- Chris Pine como Edgin,o Bardo
- Michelle Rodriguez como  Holga, a Bárbara
- Regé-Jean Page como Xenk, o Paladino
- Justice Smith como Simon, o Feiticeiro
- Sophia Lillis como Doric, uma Druida Tiefling[9]
- Hugh Grant como Forge Fletcher
- Chloe Coleman
- Jason Wong como Dralas, um Ladino
- Daisy Head

## Produção

### Desenvolvimento
Em 7 de maio de 2013, a Warner Bros. e a Sweetpea Entertainment anunciaram um reboot de Dungeons & Dragons, com David Leslie Johnson-McGoldrick escrevendo o roteiro e Roy Lee, Alan Zeman e Courtney Solomon como produtores. Dois dias depois, a Hasbro abriu um processo dizendo que eles estavam co-produzindo um filme de Dungeons & Dragons na Universal Pictures, com Chris Morgan escrevendo e dirigindo. Em 3 de agosto de 2015, depois que a juíza distrital dos EUA, Dolly Gee, instou Sweetpea Entertainment e Hasbro para resolver o caso dos direitos, o filme da Warner foi definido para pré-produção com a Hasbro. Em 31 de março de 2016, Rob Letterman estava em negociações para dirigir o roteiro de Johnson-McGoldrick, sendo confirmado em 13 de maio de 2016. Em dezembro de 2017, após vários graus de progressão, o filme mudou-se para Paramount Pictures, Sweetpea Entertainment e Allspark Pictures, com lançamento previsto para 23 de julho de 2021. No mesmo ano, Joe Manganiello, um ávido fã do RPG, assumiu a responsabilidade de revitalizar a progressão de uma adaptação para o cinema. O ator revelou que vinha negociando os direitos de realização do filme, enquanto Manganiello e John Cassel foram contratados para co-escrever o roteiro do projeto. Em 20 de fevereiro de 2018, a Paramount estava em negociações com Chris McKay e Michael Grillio para dirigir e escrever o filme, respectivamente. David Leslie Johnson-McGoldrick completou um rascunho do roteiro em fevereiro de 2019. Em março de 2019, foi revelado que Michael Gillio completou uma reescrita do trabalho de Johnson-McGoldrick com executivos do estúdio expressando entusiasmo pelo filme. O estúdio iniciou negociações com diversos talentos, assim que começou o processo de escalação do elenco. Em 30 de julho de 2019, Jonathan Goldstein e John Francis Daley estavam em negociações para dirigir, em vez de McKay, com Grillio ainda anexado para escrever o roteiro. Em janeiro de 2020, a dupla de cineastas anunciou que havia coescrito um novo rascunho do roteiro. Em 6 de maio de 2020, foi anunciado que Goldstein e Daley escreveriam o roteiro e Jeremy Latcham produziria pela Entertainment One. Daley, Goldstein e Gilio receberam crédito de roteiro, enquanto McKay e Gilio receberam crédito de história.

### Escalação do elenco
Em 27 de junho de 2016, Ansel Elgort estava em negociações para estrelar a iteração de Letterman. Em dezembro de 2020, Chris Pine foi escalado para estrelar o filme. Michelle Rodriguez, Regé-Jean Page e Justice Smith foram adicionados em fevereiro de 2021. Em março, Hugh Grant e Sophia Lillis se juntaram, com Grant escalado como o antagonista. Em abril, Chloe Coleman se juntou ao elenco. Em maio, Jason Wong e Daisy Head se juntaram ao elenco.

### Filmagens
As filmagens começaram no início de abril de 2021, com uma equipe de 60-70 pessoas na Islândia. A fotografia principal começou em Belfast, Irlanda do Norte, no final daquele mês.

## Lançamento
O filme foi originalmente programado para ser lançado em 23 de julho de 2021, nos Estados Unidos. A data de lançamento foi posteriormente alterada para 19 de novembro de 2021 para acomodar o lançamento de Mission: Impossible 7, antes de ser adiado novamente para 27 de maio de 2022 devido à pandemia de COVID-19. Em abril de 2021, foi anunciado que o filme seria lançado em 3 de março de 2023.
No Brasil, o filme foi lançado em 2 de março de 2023.

## Recepção
Com relação a crítica especializada, o filme foi muito bem recebido. No site agregador de críticas Rotten Tomatoes, Dungeons & Dragons teve um índice de aprovação de 90% baseado em 293 resenhas. O consenso do site diz: "Uma comédia contagiante e bem-humorada com um núcleo emocional sólido, Dungeons & Dragons: Honor Among Thieves oferece fantasia e aventura divertidas, mesmo que você não conheça seu HP de seu OP". O público pesquisado pelo CinemaScore deu ao filme uma nota média de "A−" (em uma escala de A+ a F), enquanto os entrevistados pelo PostTrak deram uma pontuação positiva de 90%, com 77% dizendo que definitivamente o recomendariam.
Apesar da recepção positiva do público e da crítica, o filme foi um fracasso de bilheteria.

## Futuro
Em fevereiro de 2022, foi anunciado que uma série de televisão spin-off estava em desenvolvimento. Parte de uma "abordagem multifacetada" para projetos de televisão, a série é descrita como a série em live-action "carro-chefe" e "pedra angular" dos vários projetos em desenvolvimento. Enquanto a série "complementaria" o lado cinematográfico da franquia. Rawson Marshall Thurber está definido para servir como criador, escritor, produtor executivo e showrunner da série, além de dirigir o episódio piloto. O projeto pretende ser uma produção conjunta entre a eOne e a Hasbro, com várias redes de televisão e serviços de streaming estão licitando os direitos de distribuição.